# Красне (зупинний пункт)
Кра́сне — пасажирський залізничний зупинний пункт Одеської дирекції Одеської залізниці на неелектрифікованій лінії Арциз — Басарабяска між станціями Арциз (15 км) та Березине (20 км). Розташований поблизу села Красне, Болградського району Одеської області.

## Пасажирське сполучення
До 11 грудня 2021 року через зупинний пункт курсував поїзд з вагоном безпересадкового сполученням Київ — Соборне (двічі на тиждень), в складі нічного швидкого поїзда «Дунай». Нині пасажирський рух припинено на невизначений термін.